# The Dead Pets
The Dead Pets – brytyjski zespół muzyczny założony w Leeds w 1993 roku, grający szybki i melodyjny klasyczny punk rock z elementami ska. Jest przedstawicielem subkultury DIY – płyty, koszulki i gadżety związane z zespołem, które można kupić na ich koncertach, są dziełem muzyków.

## Dyskografia
- Too Little Too Late – 2001 (DIY – Village Idiot Record); reedycja w 2005 (10 past 10 Records)
- The Revenge of the Village Idiots – 2003 (DIY – Village Idiot Record); reedycja w 2006 (10 past 10 Records)